# Park Hyoung-su
Park Hyoung-su (* 11. August 1972 in Chuncheon, Gangwon-do) ist ein südkoreanischer Schriftsteller.

## Leben
Park Hyoung-su wurde 1972 in Chuncheon geboren und schloss 1999 sein Bachelorstudium in koreanischer Literatur an der Hanyang University ab. Im darauffolgenden Jahr veröffentlichte er sein erstes Werk Was man alles wissen muss, bevor man sich Hasen hält (토끼를 기르기 전에 알아두어야 할 것들) in der Sparte empfehlenswerter Werke neuer Schriftstellerin der Juniausgabe der koreanischen Literaturzeitschrift (현대문학). 2003 veröffentlichte er dann unter gleichem Titel eine Sammlung von Kurzgeschichten, die acht weitere Erzählungen erhielt. Nach einem Master- und Promotionsstudium an der Korea University unterrichtet er dort zurzeit als Professor für kreatives Schreiben.

## Werk

### Koreanisch

#### Romane und Novellen
- 새벽의 나나 Nana im Morgengrauen (Verlag Munhakgwajiseongsa, 2010)
- 낭만주의 Romantik (Verlag Munhakdongne, 2018)
- 당신의 노후 Deine alten Tage (Verlag Hyeondaemunhak, 2018)

#### Kurzgeschichten-Sammlungen
- 토끼를 기르기 전에 알아두어야 할 것들 Was man alles wissen muss bevor man sich Hasen hält (Verlag Munhakgwajiseongsa, 2003)
- 핸드메이드 픽션 Handgemachte Fiction (Verlag Munhakdongne, 2011)
- 자정의 픽션 Mitternachtsfiction (Verlag Munhakgwajiseongsa, 2013)
- 끄라비 Krabi (Verlag Munhakgwajiseongsa, 2014)

### Übersetzungen

#### Englisch
- Wings (날개) übersetzt von Sora Kim-Russell[4]
- Arpan (아르판), übersetzt von Sora Kim-Russell (ASIA Publishers, 2014)

#### Französisch
- Nana à l'aube (새벽의 나나), übersetzt von Jeong Hyun-joo und Fabien Bartkowiak (Decrescenzo Éditeurs, 2016)

#### Deutsch
- Nana im Morgengrauen (새벽의 나나), übersetzt von Sun Young Yun und Philipp Haas (Septime-Verlag, 2018)